# Neom Sports Club
Actualités
Le Neom Sports Club (en arabe : نادي نيوم الرياضي), plus couramment abrégé en Neom SC, est un club saoudien de football professionnel fondé en 1965 sous le nom d'Al-Suqoor Club, puis renommé en 2023 pour s'implanter dans la ville nouvelle de Neom,. Le club joue actuellement ses matchs à domicile au King Khalid Sport City Stadium à Tabuk, en attendant la construction du NEOM Stadium (en) dans la cité linéaire de The Line.

## Histoire

### Al-Suqoor Club (1965-2023)
Fondé en 1965 sous le nom d'Al-Suqoor, le club a principalement évolué dans les quatrième et troisième divisions saoudiennes. En 2011, le club termine deuxième de son groupe de D3, accédant ainsi pour la première fois de son histoire à la First Division, le deuxième niveau du football professionnel en Arabie saoudite. L'équipe termine néanmoins dernière lors de sa première saison en professionnel et est immédiatement reléguée. Lors de la saison 2021-2022, Al-Suqoor remporte le championnat de quatrième division pour la première fois de son histoire.

### Neom SC (depuis 2023)
Le 5 juin 2023, le ministère saoudien des Sports a annoncé que le club Al-Suqoor serait transformé en une entreprise détenue par NEOM, une mégapole futuriste en cours de développement dans le nord-ouest de l'Arabie saoudite. Cette acquisition s'inscrit dans le cadre des plans ambitieux de privatisation des clubs sportifs du Royaume, visant à stimuler le développement du sport et à promouvoir un mode de vie sain, en accord avec le plan Vision 2030 de l'Arabie saoudite.
Le 24 décembre 2023, le club change officiellement de nom pour devenir le Neom Sports Club,.

#### Accession en première division et ère Christophe Galtier
Sous les ordres du brésilien Péricles Chamusca et doté de joueurs comme Saïd Benrahma (international algérien passé par Lyon et la Premier League),  Romarinho (meilleur buteur de l'Histoire d'Al-Ittihad) ou encore l'égyptien Ahmed Hegazy, Neom remporte haut la main le championnat de deuxième division pour la saison 2024-2025, en terminant avec seulement trois défaites. 
Après le départ de Chamusca, c'est le français Christophe Galtier, champion de France en 2021 avec Lille, qui devient entraîneur du club,,. Le mercato est également agité avec de nombreuses signatures : Alexandre Lacazette, légende de l'Olympique lyonnais, Marcin Bulka, titulaire avec Nice ou encore le milieu de Reims Amadou Koné. 

## Image et identité
Les couleurs du logo et des maillots d'Al-Suqoor étaient le noir et le doré. Au moment du rachat, le logo est devenu un calque de celui de la ville de Neom. Les maillots domiciles sont dorénavant orange vif et les maillots extérieurs sont principalement blancs.

### Équipementiers et sponsors
| Période   | Équipementier | Sponsor maillot principal |
| --------- | ------------- | ------------------------- |
| 2022-2024 | Skillano      | Aucun                     |
| 2024-     | Puma          | NEOM                      |

## Personnalités du club

### Entraîneurs
Le tableau suivant présente la liste des entraîneurs du club depuis le changement de nom en 2023.
| Rang | Nom                    | Période     |
| ---- | ---------------------- | ----------- |
| 1    | Afouène Gharbi         | 2023-2024   |
| 2    | Péricles Chamusca (en) | 2024-2025   |
| 3    | Christophe Galtier     | depuis 2025 |

## Effectif professionnel actuel
Le premier tableau liste l'effectif professionnel du Neom SC pour la saison 2025-2026. 
En grisé, les sélections de joueurs internationaux chez les jeunes mais n'ayant jamais été appelés aux échelons supérieurs une fois l'âge-limite dépassé ou les joueurs ayant pris leur retraite internationale.

## Palmarès
- Championnat d'Arabie saoudite D2 (1) :
  - Champion : 2024-25
- Champion d'Arabie saoudite de D3
  - champions en 2023-2024
- Champion d'Arabie saoudite de D4
  - Champion en 2021-2022